# Ogg Writ
Ogg Writ è un codec per testo e frasi usato con il formato di encapsulazione Ogg.
È stato inizialmente progettato per fornire i sottotitoli per i video in formato Ogg Theora, ma è anche utilizzabile per i testi delle canzoni con il codec Ogg FLAC o Vorbis, le trascrizioni per il formato Ogg Speex, o in qualsiasi altro caso in cui risulti utile combinare il testo con audio e/o video.
A differenza della maggior parte dei codec per i sottotitoli, che sono in file separati dal contenuto audio/video, Ogg Writ è mixato con il flusso audio/video, in modo da poter essere distribuito in un unico file.
Il suo design lo rende facilmente soggetto ad essere esteso con nuove funzionalità. Attualmente supporta molte lingue e disposizione specifica del testo in uno o più finestre.
Dall'inizio del 2008 non viene più mantenuto né aggiornato. È comunque utilizzabile, ma è opportuno prestare attenzione.
Due possibili codec alternativi per il testo temporizzato in Ogg sono il CMML e Kate. Quest'ultimo sta velocemente diventando lo standard per la codifica del testo per Ogg con supporto per srt e altri formato di testo allineato.